# Joaquim Riera i Bertran

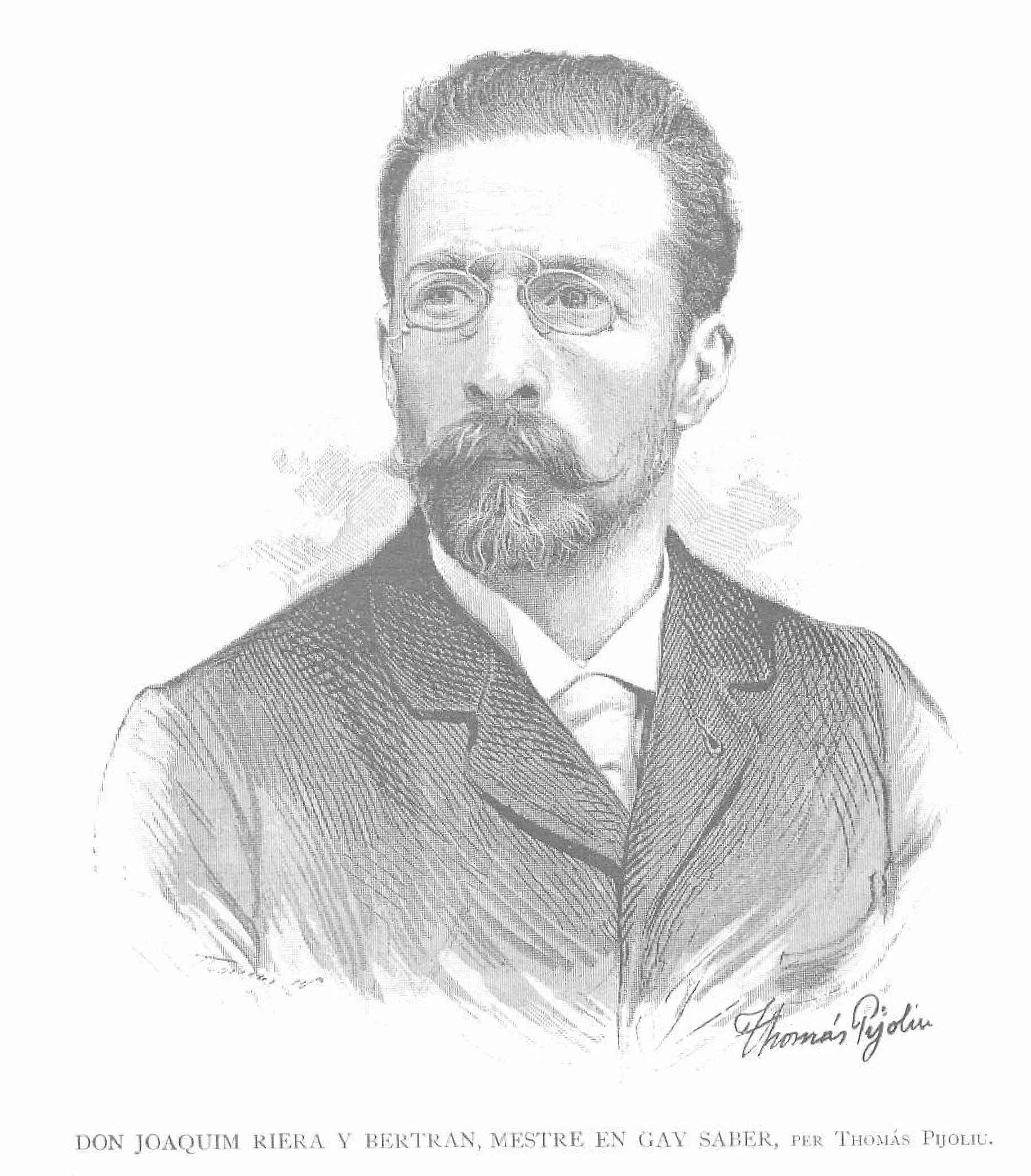
Joaquim Riera i Bertran i La Ilustració Catalana, porträtterad av Thomás Pijoliu 1890.

Joaquim Riera i Bertran, född den 24 januari 1848 i Gerona, död den 15 mars 1924 i Barcelona, var en spansk (katalansk) författare.
Riera i Bertran var deputerad och president i Katalanska vetenskapsakademien. Han utövade en omfattande skriftställarverksamhet på olika områden. Av hans till ett 20-tal uppgående arbeten för scenen bör nämnas Cantat (1871), L'avi, De mort á vida (1879), La hostalera de la vall (1883), Gent de mar (1888), Lo promés (1892) och Lo núvol nigra (1893), alla dramer, samt komedierna Bernat pescaire (1875), Lo testament del oncle (1876), La majordona (1877), La nena (1879), Reina absoluta (1883) och La padrina. För övrigt skrev han romanerna och berättelserna Lo comediant del segón pis (1874), Deu narraciones (1875), Escenas de la vida pagesa (1878), Rey cavaller (1880), Lo vicari nou (1888) och Escenas de ciutat och dessutom poesi, vetenskapliga avhandlingar och det litterärbiografiska arbetet Balmes, su vida y sus obras, med mera.